# Route 112 (Ontario)
Pour les articles homonymes, voir Route 112.
La route 112 est une route provinciale de l'Ontario, située dans le nord-est de la province dans le comté de Timiskaming. Plus ou moins parallèle à la Route 11 sur toute sa longueur, elle mesure 20 kilomètres.

## Description du Tracé
La 112 sert de raccourci entre la Route 11 nord et Kirkland Lake. De plus, elle était autrefois un segment de la 11.
La route 112 débute sur la route 11, 15 kilomètres au nord-ouest d'Englehart et 20 kilomètres au sud-est de Kenogami Lake. Elle se dirige ensuite vers le nord, plus ou moins parallèle à la 11, en traversant Tarzwel et Dane. 8 kilomètres au nord de Dane et 2 kilomètres au sud-ouest de Kirkland Lake, elle se termine sur la Route 66, en direction du Québec vers l'est et de Kenogami Lake vers l'ouest. 

## Intersections
| Route 112   |               |    |                                    |                 |
| District    | Ville         | km | Intersection/Destinations          | Notes           |
| Timiskaming | Tarzwel       | 0  | R-11, Kapuskasing, North Bay       | Début de la 112 |
| Timiskaming | Tarzwel       | 6  | Route 564 est, Boston Creek        |                 |
| Timiskaming | Dane          | 11 | Route 650 est, mine Adam's         |                 |
| Timiskaming | Kirkland Lake | 20 | R-66, Kenogami Lake, Rouyn-Noranda | Fin de la 112   |